# ماکوتو اودا (بازیکن فوتبال)
ماکوتو اودا (ژاپنی: 網田 慎؛ زادهٔ ۲۸ آوریل ۱۹۸۹) یک بازیکن فوتبال اهل ژاپن است.
از باشگاه‌هایی که در آن بازی کرده‌است می‌توان به باشگاه فوتبال رواسو کوماموتو و باشگاه فوتبال ناگانو پارسیرو اشاره کرد.